# Henry Beresford, II marchese di Waterford
Henry Beresford, II marchese di Waterford (23 maggio 1772 – 16 luglio 1826), è stato un politico irlandese.

## Biografia
Era il figlio di George Beresford, I marchese di Waterford, e di sua moglie, lady Elizabeth Monck.

## Carriera
Entrò nella Camera dei Comuni irlandese per la contea di Londonderry nel 1790 e si sedette per la circoscrizione fino all'Atto di Unione. Nel 1798, si fermò anche per Coleraine, ma scelse di non sedersi.
Divenne marchese di Waterford nel 1800 dopo la morte del padre ed è stato nominato Cavaliere dell'Ordine di San Patrizio, il 14 marzo 1806.

## Matrimonio
Sposò, il 29 agosto 1805, Susanna Carpenter, figlia di George Carpenter, II conte di Tyrconnell e Frances Manners. Ebbero tre figli:
- Lady Sarah Elizabeth Beresford (10 novembre 1807-13 ottobre 1884), sposò Henry Chetwynd-Talbot, XVIII conte di Shrewsbury, ebbero otto figli;
- Henry Beresford, III marchese di Waterford (26 aprile 1811-29 marzo 1859);
- John Beresford, IV marchese di Waterford (27 aprile 1814-6 novembre 1866).

## Morte
Morì il 16 luglio 1826 a 54 anni.